# Kurohimeyama Hideo
Hideo Tanaka (japanisch 田中 秀男, Tanaka Hideo; * 12. November 1948 in Ōmi, Präfektur Niigata; † 25. April 2019), bekannt unter seinem Ringnamen Kurohimeyama Hideo (黒姫山 秀男), war ein japanischer Sumōringer. Er machte sein professionelles Debüt im März 1964 und erreichte im Juli 1969 erstmals die oberste Spitzenklasse. Nachdem er im November 1969 in die oberste Liga befördert worden war, kämpfte er dort für 71 aufeinanderfolgende Turniere und 1065 Spiele, ohne einen einzigen Kampf zu verpassen. Sein höchster Rang war Sekiwake. Er machte 18 Auftritte in den unteren Sanyaku-Rängen (Sekiwake oder Komusubi), aber ungewöhnlich für jemanden mit diesem Erfolg, der niemals eine Turniermeisterschaft (Yusho) in irgendeiner Division gewann.
Er ging im Januar 1982 in den Ruhestand und wurde Ältester (Toshiyori) in dem Japanischen Sumōverband. Er erreichte das obligatorische Rentenalter von 65 Jahren und verließ den Sumōverband im November 2013. Sein Enkel Toranosuke trat im Mai 2018 in den Sakaigawa-Stall ein und kämpft als Tanakayama.
Hideo starb am 25. April 2019 im Alter von 70 Jahren an einer Lungenentzündung.